# Northampton Town Football Club
Il Northampton Town Football Club o NTFC è una società calcistica inglese con sede nella città di Northampton. Milita in Football League One, terza divisione del campionato inglese di calcio.
Gioca le partite casalinghe al Sixfields Stadium. Come massimo risultato ha partecipato alla First Division 1965-1966, massimo livello del calcio inglese.

## Storia

I piazzamenti del Northampton nel corso degli anni

Nell'anno 2007-2008 ha militato in Football League One, la terza serie inglese di calcio, giungendo nona e sfiorando i play-off per l'accesso in Football League Championship, finendo la stagione con 66 punti e con ottime ambizioni per l'anno successivo. 
Nell'anno 2008-2009 disputa un campionato disastroso in terza lega, giungendo ventunesima al campionato, con 49 punti, retrocedendo. 
Nell'anno 2009-2010 gioca in Football League Two, con l'obiettivo della promozione diretta per tornare in terza Lega. Alla fine della stagione giunge undicesima, con 67 punti, fallendo anche l'accesso ai play-off e così rimanendo in Football League Two. 
Il miglior momento di riscatto arriva nel 2012-2013: concludendo sesto, il club ha la possibilità di tornare in League One, ma viene fermato proprio nella finale, persa 3-0 contro il più quotato Bradford City.
La stagione successiva, quella 2013-2014, viene conclusa con un’insperata salvezza all'ultima giornata, rimediando ad un disastroso campionato, viste le premesse dell’anno precedente.
Nella stagione 2014-2015, con il nuovo tecnico Wilder, vengono fondate le basi per una buona squadra che, infatti, raggiunge un soddisfacente 12º posto. 
L'anno successivo la squadra domina la League Two e con ben 5 giornate d'anticipo raggiunge la promozione in League One, categoria in cui il Northampton mancava da sette anni. Tuttavia il club retrocede nuovamente e nella stagione 2018-2019 e torna a militare in League Two.
Nella stagione 2019-2020 la squadra, allenata dalla passata stagione da Keith Curle, riesce nuovamente a raggiungere la Football League One superando ai playoff l'Exeter City con un roboante 0-4. Il club subisce poi una nuova retrocessione in quarta divisione, per poi piazzarsi terzo in classifica nella Football League Two 2022-2023, tornando così in terza divisione.

## Calciatori
- Peter Clark (2003-2004)
- Tommy Fowler (1945-1961)
- Ian Sampson (1994-2004)
- Peter Gleasure (1982-1992)
- Jack English (1947-1960)
- John Mackin (1965-1969)

## Allenatori
- Herbert Chapman (1907-1912)
- Bob Dennison (1949-1954)
- Dave Bowen (1959-1967)
- Anthony Marchi (1967-1968)
- Ron Flowers (1968-1969)
- Dave Bowen (1969-1972)
- Pat Crerand (1976-1977)
- John Petts (1977-1978)
- Mike Keen (1978-1979)
- Clive Walker (1979-1980)
- Clive Walker (1982-1984)
- Tony Barton (1984-1985)
- Graham Carr (1985-1990)
- John Barnwell (1993-1994)
- Ian Atkins (1995-1999)
- Kevin Wilson (1999-2001)
- Terry Fenwick (2003)
- Colin Calderwood (2003-2006)
- Jim Barron (2006-2007) (interim)
- Stuart Gray (2007-2009)
- Gary Johnson (2011)
- Aidy Boothroyd (2011-2013)
- Andy King (2013-2014) (interim)
- Chris Wilder (2014-2016)
- Robert Page (2016-2017)
- Justin Edinburgh (2017)
- Jimmy Floyd Hasselbaink (2017-2018)
- Dean Austin (2018)
- Keith Curle (2018-2021)
- Jon Brady (2021-)

## Palmarès

### Competizioni nazionali
- Southern Football League: 1

1908-1909
- Third Division: 1

1962-1963
- Campionato inglese di quarta divisione: 2

1986-1987, 2015-2016

### Competizioni regionali
- Northamptonshire Senior Cup: 22

### Altri piazzamenti
- Campionato inglese di seconda divisione:

Secondo posto: 1964-1965
- Third Division South:

Secondo posto: 1927-1928, 1949-1950
Terzo posto: 1952-1953
- Campionato inglese di quarta divisione:

Secondo posto: 1975-1976, 2005-2006
Terzo posto: 1960-1961, 1999-2000, 2022-2023
Vittoria play-off: 1996-1997, 2019-2020
- Community Shield:

Finalista: 1909
- Southern Football League:

Secondo posto: 1910-1911

## Organico

### Rosa 2024-2025
| N. |                        | Ruolo | Calciatore        |
| -- | ---------------------- | ----- | ----------------- |
| 1  | Inghilterra (bandiera) | P     | Steve Arnold      |
| 2  | Irlanda (bandiera)     | D     | Michael Harriman  |
| 3  | Inghilterra (bandiera) | D     | Joe Martin        |
| 4  | Inghilterra (bandiera) | C     | Jack Sowerby      |
| 5  | Irlanda (bandiera)     | D     | Cian Bolger       |
| 6  | Inghilterra (bandiera) | D     | Fraser Horsfall   |
| 7  | Inghilterra (bandiera) | C     | Sam Hoskins       |
| 8  | Inghilterra (bandiera) | C     | Ryan Watson       |
| 9  | Inghilterra (bandiera) | A     | Tom Eaves         |
| 10 | Galles (bandiera)      | C     | Nicky Adams       |
| 11 | Inghilterra (bandiera) | C     | Ricky Korboa      |
| 12 | Inghilterra (bandiera) | C     | Scott Pollock     |
| 13 | Inghilterra (bandiera) | P     | Jonathan Mitchell |
| 14 | Inghilterra (bandiera) | C     | Chris Lines       |
| 15 | Danimarca (bandiera)   | C     | Luka Racic        |

| N. |                           | Ruolo | Calciatore           |
| -- | ------------------------- | ----- | -------------------- |
| 17 | Inghilterra (bandiera)    | C     | Shaun McWilliams     |
| 19 | Inghilterra (bandiera)    | C     | Jack Bridge          |
| 21 | Inghilterra (bandiera)    | C     | Ricky Holmes         |
| 22 | Inghilterra (bandiera)    | A     | Benny Ashley-Seal    |
| 23 | Inghilterra (bandiera)    | D     | Joseph Mills         |
| 24 | Inghilterra (bandiera)    | A     | Joe Nuttall          |
| 26 | Inghilterra (bandiera)    | D     | Jack Baldwin         |
| 27 | Rep. del Congo (bandiera) | C     | Christopher Missilou |
| 29 | Inghilterra (bandiera)    | A     | Danny Rose           |
| 30 | Inghilterra (bandiera)    | A     | Caleb Chukwuemeka    |
| 31 | Inghilterra (bandiera)    | A     | Ethan Johnston       |
| 32 | Inghilterra (bandiera)    | D     | Max Dyche            |
| 44 | Irlanda (bandiera)        | D     | Alan Sheehan         |
| 45 | Giamaica (bandiera)       | C     | Mark Marshall        |